# Étoile variable de type AM Canum Venaticorum
Une étoile variable de type AM Canum Venaticorum, ou étoile variable de type AM CVn, est un type rare d'étoile variable cataclysmique nommé d'après l'étoile prototype, AM Canum Venaticorum. Dans ces variables binaires bleues et chaudes, une naine blanche accrète de la matière pauvre en hydrogène d'une étoile compagne compacte.
Ces binaires ont des périodes orbitales extrêmement courtes (plus courtes qu'une heure) et ont des spectres atypiques dominés par l'hélium, l'hydrogène étant absent ou extrêmement faible. Il est également théorisé que ce sont de fortes sources de rayonnement gravitationnel, assez fortes pour pouvoir être détectées par le Laser Interferometer Space Antenna (LISA).

## Aspect
Les étoiles AM CVn diffèrent de la plupart des autres variables cataclysmiques (CVs) par le manque de raies d'hydrogène dans leurs spectres. Elles montrent un continuum large correspondant à des étoiles chaudes avec des raies complexes d'absorption ou d'émission. Certaines étoiles présentent des raies d'absorption et des raies en émission à des moments différents. Les étoiles AM CVn sont connues depuis longtemps pour présenter trois types de comportement : un état explosif ; un état haut et un état bas.
Dans l'état explosif, les étoiles montrent une forte variabilité avec des périodes de 20–40 minutes. Les étoiles V803 Centauri et CR Bootes présentent ce comportement explosif. Ces étoiles présentent parfois des super-explosions plus longues et parfois un peu plus brillantes. L'intervalle entre les explosions est en moyenne plus long pour les étoiles ayant des périodes plus longues. Les spectres possèdent de fortes raies d'absorption de l'hélium durant les explosions, avec de nombreuses raies en émission plus faibles de l'hélium et du fer près du minimum. Les raies spectrales sont typiquement doublées, produisant des raies d'absorption larges à fond plat et des raies en émission étroites et à double pic. C'est le type le plus commun de variables AM CVn, peut-être parce que sont les plus faciles à détecter.
Dans l'état haut, les étoiles montrent des variations de luminosité de quelques dixièmes de magnitude avec de multiples périodes courtes, inférieures ou voisines de 20 minutes. AM CVn elle-même présente cet état, l'autre exemple brillant étant HP Librae. Les variations ont lieu le plus souvent selon une ou deux périodes particulières, et selon la période de battement entre les deux. Les spectres présentent des raies d'absorption de l'hélium principalement, et l'état haut est ainsi nommé car il est similaire à une explosion permanente.
Dans l'état bas, il n'y a pas de variations de luminosité mais les spectres varient sur des périodes supérieures à 40 minutes jusqu'à environ une heure. GP Coma Berenices est l'étoile la mieux connue de ce type. Les spectres montrent principalement des raies en émission et l'état est similaire au minimum permanent des étoiles explosives.
En plus de ces trois types standard de variabilité, des étoiles à période extrêmement courte (< 12 minutes) présentent seulement des variations de luminosité minimes et très rapides. ES Ceti et V407 Vulpeculae présentent ce comportement.
Les étoiles dans l'état haut, soit de façon permanente ou soit lors d'une explosion, présentent souvent des variations de luminosité avec une période assez régulière, différente de la période orbitale. Cette variation de luminosité a une amplitude plus importante que la variation liée à la période orbitale et est appelée super-bosse.
Les systèmes AM CVn peuvent présenter des éclipses, mais le phénomène est rare du fait de la très faible taille de ses deux étoiles. Découvert en 2014, Gaia14aae est le premier système connu où la naine blanche est complètement éclipsée par son compagnon, ce qui a permis de caractériser précisément ses propriétés.

## Propriétés du système
Les systèmes AM CVn sont constitués d'une étoile naine blanche accrétrice, une étoile donneuse constituée principalement d'hélium et habituellement un disque d'accrétion.

### Les composantes
Les périodes orbitales ultra-courtes de 10–65 minutes indiquent qu'à la fois l'étoile donneuse et l'étoile accrétrice sont des objets dégénérés ou semi-dégénérés.
L'accréteur est toujours une naine blanche, avec une masse comprise entre environ une demi M☉ et une M☉. Elles ont typiquement une température de 10 000-20 000 K, bien que dans certaines cas elle puisse être plus élevée. Des températures supérieures à 100 000 K ont été proposées pour certaines étoiles (par exemple ES Ceti), peut-être à cause d'une accrétion par impact direct sans disque. La luminosité de l'accréteur est habituellement faible (plus faible que la magnitude absolue 10), mais pour quelques systèmes à très courtes périodes avec des taux d'accrétion élevés, la luminosité de l'accréteur peut être aussi élevée que la 5e magnitude. Dans la plupart des cas, la lumière émise par l'accréteur est absorbée par le disque d'accrétion,. Certaines variables AM CVn ont été détectées aux longueurs d'onde des rayons X. Elles contiennent des étoiles accréteuses extrêmement chaudes, ou de possibles points chauds à la surface de l'accréteur en raison d'un impact directement lié à l'accrétion.
L'étoile donneuse peut être potentiellement soit une naine blanche à hélium (ou éventuellement hybride), soit une étoile à hélium de faible masse, ou soit une étoile évoluée de la séquence principale. Dans certains cas, une naine blanche donneuse peut avoir une masse comparable à l'accréteur, mais dans tous les cas elle est quand même un peu moins massive, y compris lorsque le système se forme. Dans la plupart des cas, et en particulier au moment où un système de type AM CVn se forme avec un donneur non dégénéré, le donneur a été lourdement cannibalisé jusqu'à être réduit à un petit cœur d'hélium d'une masse de 0,01 M☉ - 0,1 M☉. Pendant que le donneur se fait dépouiller, il s'étend adiabatiquement (ou proche de cet état), se refroidissant jusqu'à des températures de seulement 1 000 à 2 000 K. Par conséquent, les étoiles dans les systèmes AM CVn sont effectivement invisibles, même s'il reste la possibilité de détecter une naine brune ou un objet de taille planétaire orbitant une naine blanche une fois que le processus d'accrétion s'est arrêté.
Le disque d'accrétion est habituellement la source principale de rayonnement visible. Il peut être aussi brillant que la magnitude absolue 5 dans l'état haut, plus typiquement de magnitude absolue 6-8, mais plus faible de 3-5 magnitudes dans l'état bas. Les spectres inusuels typiques des systèmes AM CVn viennent du disque d'accrétion. Les disques sont formés principalement de l'hélium issu de l'étoile donneuse. Comme pour les novas naines, l'état haut correspond à un disque plus chaud avec un hélium ionisé optiquement épais, tandis que dans l'état bas le disque est plus froid, non ionisé et transparent. La variabilité superhump est due à un disque d'accrétion excentrique en précession. La période de précession peut être reliée au rapport des masses des deux étoiles, donnant un moyen de calculer la masse d'étoiles donneuses, même invisibles.

### Types d'orbite
Les états observés ont été reliés à quatre états de système binaire :
- Les périodes orbitales ultra-courtes inférieures à 12 minutes n'ont pas de disque d'accrétion et ont un impact direct de la matière accrétée sur la naine blanche, ou ont peut-être un très petit disque d'accrétion.
- Les systèmes avec des périodes comprises entre 12 et 20 minutes forment un grand disque d'accrétion stable et apparaissent en explosion permanente, comparables à une nova naine sans hydrogène.
- Les systèmes avec des périodes de 20–40 minutes forment des disques variables qui présentent des explosions occasionnelles, comparables à des variables de type SU Ursae Majoris sans hydrogène.
- Les systèmes avec des périodes orbitales supérieures à 40 minutes forment de petits disques d'accrétion stables, comparables à une nova naine calme.

## Scénarios de formation
Il existe trois types possibles d'étoiles donneuses dans une binaire de type AM CVn, mais l'accréteur est toujours une naine blanche. Chaque type de binaire se forme à travers un chemin d'évolution différent, même s'ils impliquent tous des binaires proches qui étaient à l'origine sur la séquence principale puis qui sont passés par au moins une phase d'enveloppe commune pendant que les étoiles évoluaient en s'éloignant de la séquence principale.
Les étoiles AM CVn avec une naine blanche donneuse peuvent se former quand une binaire constituée d'une naine blanche et d'une géante de faible masse passe par une phase à enveloppe commune. Le résultat de cette enveloppe commune est une binaire à deux naines blanches. À travers l'émission de rayonnement gravitationnel, la binaire perd progressivement du moment angulaire, ce qui entraîne un rétrécissement de l'orbite du système. Quand la période orbitale se réduit à environ cinq minutes, la moins massive (donc la plus grande) des deux naines blanches remplit son lobe de Roche et commence à transférer de la masse à son compagnon. Peu de temps après le début du transfert de masse, l'évolution orbitale s'inverse et l'orbite du système s'étend. C'est dans cette phase, après le minimum de période, que la binaire a le plus de chances d'être observée.
Les étoiles AM CVn avec une étoile à hélium donneuse se forment d'une manière similaire. Dans dans ce cas, la géante à l'origine de la phase à enveloppe commune est plus massive et elle produit une étoile à hélium plutôt qu'une deuxième naine blanche. Les étoiles à hélium sont plus grandes que les naines blanches, et quand le rayonnement gravitationnel amène les deux étoiles à entrer en contact, c'est l'étoile à hélium qui remplit son lobe de Roche et commence un transfert de masse, le tout à une période orbitale d'environ 10 minutes. Comme dans le cas de la naine blanche donneuse, l'orbite du système est supposée « rebondir » puis commencer à s'agrandir après que le transfert de masse a commencé, et la binaire devrait être typiquement observée après le minimum de période.
Le troisième type de donneur potentiel au sein d'un système AM CVn est l'étoile évoluée de la séquence principale. Dans ce cas, l'étoile secondaire ne provoque pas une phase d'enveloppe commune, mais remplit son lobe de Roche vers la fin de la séquence principale (âge terminal de la séquence principale ou TAMS). Un ingrédient important dans ce scénario est le freinage magnétique, qui permet une perte efficace du moment angulaire de l'orbite et donc un rétrécissement important de celle-ci jusqu'à des périodes ultra-courtes. Ce scénario est assez sensible à la période orbitale initiale ; si l'étoile donneuse remplit son lobe de Roche trop longtemps avant le TAMS, l'orbite converge avant de rebondir à des périodes de 70-80 minutes, comme c'est le cas pour les variables cataclysmiques ordinaires. Si le donneur commence à transférer de la masse trop longtemps après le TAMS, le taux de transfert est élevé et l'orbite diverge. Seule une gamme étroite de périodes initiales, autour de cette « période de bifurcation », donnes les périodes ultra-courtes que l'on observe dans les systèmes de type AM CVn. Ce processus qui amène les deux étoiles vers une orbite proche sous l'influence du freinage magnétique est nommé la « capture magnétique ». Les étoiles AM CVn formées de cette façon peuvent être observées soit avant, soit après le minimum de période (qui peut aller de 5 à 70 minutes en fonction du moment exact où l'étoile donneuse remplit son lobe de Roche), et sont supposées avoir un peu d'hydrogène à leur surface,.
Avant de s'installer dans un état de type AM CVn, les système binaires peuvent connaître plusieurs explosions de nova à hélium, dont V445 Puppis est un exemple possible. Les systèmes AM CVn sont supposés se transférer de la masse jusqu'à ce qu'une de ses composantes devienne un objet sub-stellaire sombre, mais il est possible que ces processus résultent en une supernova de type Ia, probablement sous une forme sous-lumineuse appelée de type .Ia ou Iax.